# 곡성 우씨
곡성 우씨(谷城禹氏)는 전라남도 곡성군을 본관으로 하는 한국의 성씨이다.

## 역사
정로위(定虜衛) 우계원(禹繼元)의 아들 우무발(禹武發)이 1672년(조선 현종(顯宗) 13년) 별시(別試) 무과에 병과로 급제하였다.